# Fieni
Fieni là một thị xã thuộc hạt Dâmbovița, România. Dân số thời điểm năm 2002 là 7661 người.